# Lathys sexoculata
Lathys sexoculata är en spindelart som beskrevs av Seo och Sohn 1984. Lathys sexoculata ingår i släktet Lathys och familjen kardarspindlar. Inga underarter finns listade i Catalogue of Life.